# Rumänska demokratiska konventet

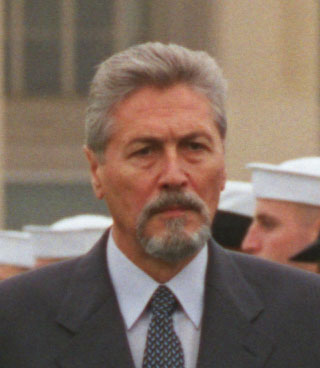
Alliansens ledare Emil Constantinescu

Rumänska demokratiska konventet, Convenţia Democrată Română (CDR) var en valallians som bildades 1992 och styrde Rumänien 1996-2000. I valet 2000 förlorade alliansen makten till Socialdemokraterna. Ledare för alliansen var Emil Constantinescu.